# Plaine des Maures
Ne doit pas être confondu avec Réserve naturelle nationale de la plaine des Maures.
La plaine des Maures est une plaine de France située dans le Var, au nord-est de Toulon et au sud de Draguignan, séparée du golfe de Saint-Tropez par le massif des Maures au sud-est. Drainée par l'Aille qui rejoint l'Argens, elle est traversée par les autoroutes A8 et A57, la route nationale 7, la route départementale 97 et la ligne de Marseille-Saint-Charles à Vintimille (frontière) qui desservent les communes de Gonfaron, le Luc, le Cannet-des-Maures et Vidauban.
Une grande partie de la plaine est protégée au sein d'une réserve naturelle nationale visant notamment à protéger la Tortue d'Hermann.